# Брянка (речная баржа)
Брянка — специализированный тип речной баржи.

## Описание
Брянка представляла собой баржу длиной 12 саженей и шириной 3 сажени, имевшую осадку 7 четвертей аршина.
Грузоподъёмность баржи этого типа составляла от 98 тонн (6000 пудов) до 100 тонн.